# Stopplaats Groote Melmweg
Stopplaats Groote Melmweg is een voormalige stopplaats in Soest aan de spoorlijn Amsterdam - Zutphen (Oosterspoorweg). De stopplaats werd geopend op 1 mei 1892 en gesloten op 1 mei 1898. Het lag bij de buurtschap Grote Melm
Bij de stopplaats stond tot 1966 een seinwachterswoning met nummer 38; 500 meter verder richting Baarn stond nog zo'n woning.